# Phragmatobia krugeri
Phragmatobia krugeri är en fjärilsart som beskrevs av Rudolf Rangnow 1935. Phragmatobia krugeri ingår i släktet Phragmatobia och familjen björnspinnare. Inga underarter finns listade i Catalogue of Life.